# 横須賀市立浦賀中学校
横須賀市立浦賀中学校（よこすかしりつ うらがちゅうがっこう）は、神奈川県横須賀市浦賀にある公立の中学校。

## 沿革
- 1947年5月5日 - 開校。
- 1951年 - 改築。
- 1954年 - 横須賀市立鴨居中学校を分離。
- 1957年11月16日 - 校歌と校旗が制定。
- 1970年～1982年 - 改築。体育館完成。
- 1984年10月30日 - 図書館完成。
- 1988年7月20日 - プール完成。
- 1989年6月19日 - 創立記念日制定。
- 2007年3月31日 - 5棟校舎完成。

## 通学区域
2014年度は以下の通りである。
- 池田町3丁目（9番2号～14号までを除く）
- 吉井1丁目の内10番～14番、2丁目（1番～4番、7番、8番を除く）、3丁目、4丁目
- 浦賀
- 浦上台
- 東浦賀1丁目、2丁目の内1番～23番
- 浦賀丘
- 西浦賀
- 光風台
- 南浦賀

また、以下の地域は他校の通学区域であるが、通うことができる。
- 吉井1丁目（10～14番を除く）、2丁目1～4番、7番、8番
- 舟倉2丁目
- 久里浜台1、2丁目

## 進学前小学校
- 横須賀市立浦賀小学校 - 全域
- 横須賀市立高坂小学校 - 全域
- 横須賀市立望洋小学校 - 吉井3丁目、4丁目
- 横須賀市立大塚台小学校 - 池田町3丁目（9番2号～14号を除く）、吉井1丁目の内10番～14番、2丁目（1番～4番、7番、8番を除く）

また、公立学校選択制による通学区域外からの進学はできない。

## 交通
京浜急行電鉄、浦賀駅より徒歩3分

## 著名な出身者
- 髙山樹里（女子ソフトボール選手）
- 鈴木達也（サッカー選手）